# Agroecomyrmecinae
Die Agroecomyrmecinae sind eine kleine Unterfamilie der Ameisen mit zwei lebenden (rezenten) und drei ausgestorbenen (fossilen) Arten.

## Merkmale
Die letzte morphologische Definition der Unterfamilie stammt von Barry Bolton 2003. Er nennt vor allem folgende Merkmale: Kauleiste der Mandibeln im geschlossenen Zustand in vollem Kontakt, aber nicht überlappend; Komplexaugen am Kopf weit nach hinten verlagert, am Hinterende einer Antennenrinne; Einlenkungsstellen der Antennen und Frontalloben weit nach außen verlagert, breit getrennt; am Abdominalsegment vier (das erste Segment nach dem Postpetiolus) Tergit und Sternit fusioniert – dieses Merkmal wurde später allerdings als falsch erkannt; Tergit des vierten Abdominalsegments stark vergrößert und gewölbt, Sternit klein und weitgehend reduziert. Die Abgrenzung der Unterfamilie nach rein morphologischen Merkmalen ist allerdings unsicher und wird nicht von allen Taxonomen so akzeptiert. Einige Forscher argumentieren, dass eine Einbeziehung in die Myrmicinae möglich wäre, oder diese zumindest die Schwestergruppe darstellen würden. Letztlich ist die Unterfamilie vor allem phylogenomisch, anhand des Vergleichs homologer DNA-Sequenzen, begründet. Demnach sind die rezenten Arten nicht näher mit den Myrmicinae verwandt, sodass eine Einbeziehung nicht möglich ist.

## Taxonomie und Phylogenie

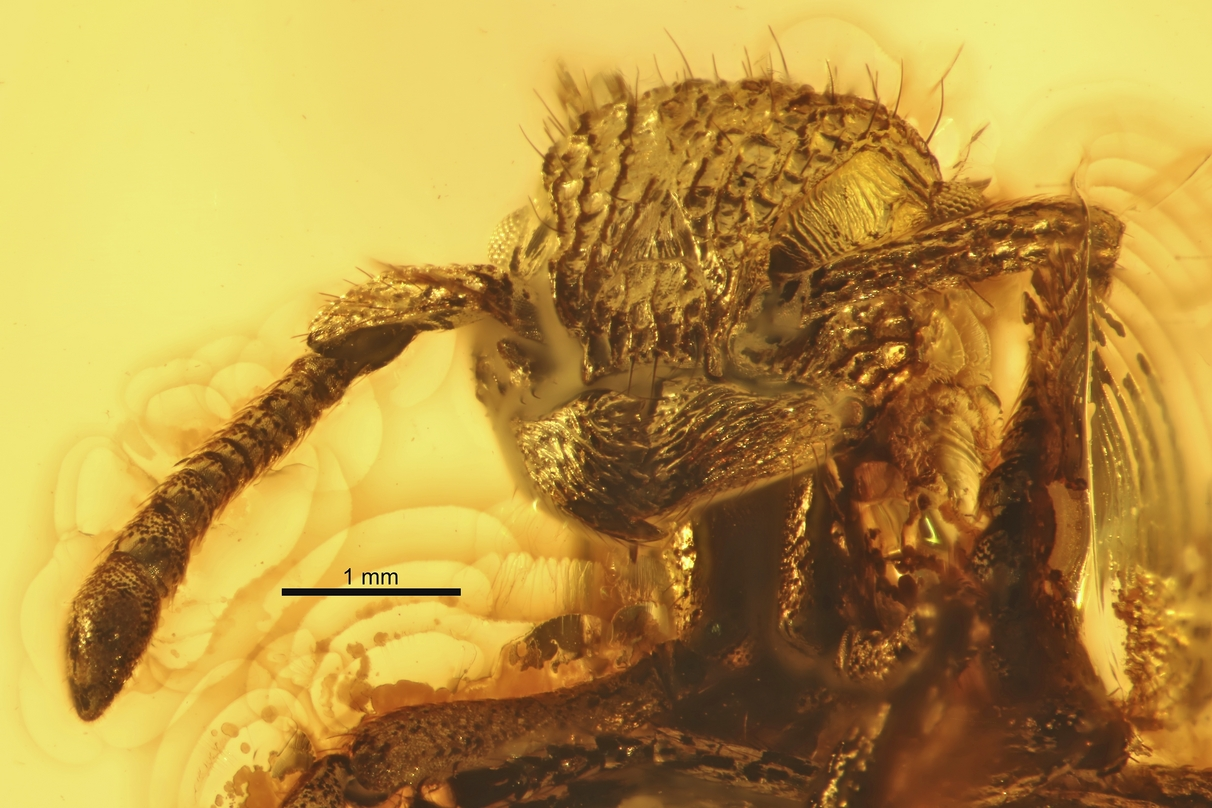
Kopf von Agroecomyrmex duisburgi, Fossil in baltischem Bernstein. Bild: Vincent Perrichot, AntWeb

Die Unterfamilie umfasst die folgenden Arten:
- †Agroecoyrmex mit der einzigen Art  †Agroecomyrmex duisburgi.[5] Im eozänen, baltischen Bernstein
- †Eulithomyrmex mit den Arten †Eulithomyrmex rugosus und †Eulithomyrmex striatus.[6] In Kalkstein aus Florissant, Colorado, USA, spätes Eozän oder frühes Oligozän
- Tatuidris mit der einzigen Art Tatuidris tatusia. Süd- und Mittelamerika (Neotropis)
- Ankylomyrma mit der einzigen Art Ankylomyrma coronacantha. tropisches Westafrika

Nach molekularen Analysen auf Basis der Sequenz von Tatuidris gehört die Unterfamilie zur sogenannten „poneroiden“ Klade, einer Gruppe von Unterfamilien, die im Kern der Unterfamilie Ponerinae im traditionellen Sinn entspricht. Demnach wäre ihre wahrscheinlichste Schwestergruppe die Unterfamilie Paraponerinae, eine weitere Reliktgruppe der Ameisen mit einer fossilen und nur einer rezenten Art, Paraponera clavata. Eine neuere Analyse mit Schwerpunkt auf den Myrmicinae hat erst 2014 ergeben, dass auch Ankylomyrma hierher gehört. Diese war vorher als Myrmicinae klassifiziert worden.